# Walter Katzenstein
Pour les articles homonymes, voir Katzenstein.
Walter Katzenstein est un rameur allemand d'origine portugaise né le 8 octobre 1878 à Lisbonne au Portugal et mort le 9 septembre 1929 à Hambourg en Allemagne. Il est membre du Germania Ruder Club de Hambourg.

## Biographie
Walter Katzenstein, membre du Germania Ruder Club de Hambourg, dispute l'épreuve de quatre avec barreur aux côtés de Gustav Goßler, Oskar Goßler, Carl Goßler et Waldemar Tietgens aux Jeux olympiques d'été de 1900 à Paris. Les cinq allemands remportent la médaille d'or. Katzenstein dispute aussi l'épreuve de huit avec son frère Edgar Katzenstein. Il termineront au pied du podium.